# Планета мёртвых
«Планета мёртвых» — вторая серия специальных выпусков сериала «Доктор Кто» после его четвёртого сезона, специальный пасхальный эпизод. Премьера серии состоялась 11 апреля 2009 года на каналах BBC One и BBC HD. В эпизоде в небольшой роли капитана Магамбо появилась актриса Нома Думезвени. В прошлом году она снималась в этой же роли в эпизоде «Поверни налево».

## Сюжет
Обычный Лондонский автобус через червоточину попадает на планету-пустыню. Оказывается, что совсем недавно она была процветающей, но из-за инопланетных скатов всё превратилось в песок. Именно они открыли портал и летят на Землю.